# Садовська-Тимківська Тетяна Федорівна
Садо́вська-Тимкі́вська Тетя́на Фе́дорівна (нар. 11 січня 1889 (30 грудня 1888), Чернігів — † 28 березня 1991, Київ) — українська актриса, відома за виступами в трупі Товариства українських акторів Івана Мар'яненка, Національному зразковому театрі, у Державному народному театрі Панаса Саксаганського. Учениця Марії Заньковецької. Дружина Андрія Ратмирова.

## Життєпис
1915—1916 — працює в «Товаристві українських артистів під орудою І. О. Мар'яненка за участю М. К. Заньковецької та П. К. Саксаганського».
Була ученицею Марії Заньковецької, деякий час жила в Києві в одному будинку з Марією Костянтинівною.
1917—1918 — працює в Українському національному театрі.
1918—1919 — працює в Державному народному театрі (Київ), створеному Панасом Саксаганським.
Також виступала в Ніжині в Українській трупі під орудою М. К. Заньковецької (1918—1922).
З 1929 працювала в Другому державному українському театрі під керівництвом Андрія Ратмирова.
До 1949 року працювала в різних театрах Вінниці, Києва і Кіровограда.

## Ролі
- Маруся («Маруся Богуславка» Старицького)
- Проня, Галя («За двома зайцями» Старицького)
- Єлизавета Іванівна («Давні друзі» Малюгіна)
- Марія Львівна («Неспокійна старість» Рахманова)
- Амалія («Розбійники» Шіллера)
- Василина («Суєта» Карпенка-Карого)